# Helene Hanff
Helene Hanff, född 15 april 1916 i Philadelphia, död 9 april 1997 i New York, var en amerikansk författare. 
Mest känd är Helene Hanff för boken Brev till en bokhandel, som senare även gjordes som tv-show, teaterpjäs, samt en film. Boken består av brev från en 20 år lång brevväxling mellan Helene Hanff själv och bokhandlaren Frank Doel. Frank Doel drev bokhandeln Marks & Co som låg på adressen 84 Charing Cross Road, vilket är bokens engelska titel. Helene Hanff skickade efter böcker från den engelska bokhandlaren som hon inte kunde få tag på hemma i Amerika. En vänskap utvecklades mellan Helene Hanff och personalen i bokhandeln. 
1971 reste Helene Hanff äntligen till London och om resan skriver hon i boken The Duchess of Bloomsbury Street. Frank Doel var bortgången men Hanff fick träffa hans fru Nora och dotter Sheila samt se den bokhandel som hon haft en så nära relation till under så många år.